# Симик, Чарльз
Чарлз Симик (англ. Charles Simic, имя при рождении Ду́шан Си́мич, серб. Душан Симић; 9 мая 1938, Белград — 9 января 2023, Довер, штат Нью-Гэмпшир) — американский поэт сербского происхождения. Поэт-лауреат США 2007 года.

## Биография
Родился в Югославии, и детство в разорённой войной стране сформировало его взгляд на жизнь: по словам Симика, он «в своём роде продукт истории, а его путевыми агентами были Сталин и Гитлер». Вместе с матерью эмигрировал в США в 1954 году в порядке воссоединения с отцом, инженером-электриком, сумевшим перебраться в США из Италии, где его застало окончание Второй мировой войны. Вырос в Чикаго, учился в Нью-Йоркском университете, где получил степень бакалавра.
Симик начал сочинять стихи почти сразу после первоначального освоения английского языка и опубликовал первое стихотворение в журнале The Chicago Review в возрасте 21 года, а в последующие публикации избранных стихотворений включал стихи, написанные начиная с 1963 года, — в этот период Симик проходил армейскую службу в подразделениях США в Западной Германии и переживал первый творческий кризис, отбраковывая ранние сочинения, в которых он ощутил слишком большое влияние Паунда, Элиота и Каммингса.
В дальнейшем Симик выработал индивидуальную манеру, по поводу которой критика отмечала: «хотя его стихи полны обыденных предметов, возникает впечатление, будто поэт заглядывает в повседневную жизнь, чтобы показать проблеск чего-то бесконечного». По мнению другого специалиста:

Критика говорит о нём как о сюрреалисте, а он сам от этого всё время открещивается, говоря, что сам мир вокруг настолько удивителен и разнообразен, что, что бы мы ни написали, это будет каким-то образом связано с реальностью.

Наряду со стихами Симик публиковал литературные и философские эссе, а также переводил сербских поэтов на английский. Он также редактировал известный американский журнал «Paris Review». Кроме того, с начала 1970-х гг. Симик преподавал американскую литературу и литературное творчество в Университете штата Нью-Хэмпшир.
Лауреат Пулитцеровской премии за 1990 год, премии имени Уоллеса Стивенса Американской академии поэтов за 2007 год. В том же году удостоился звания поэт-лауреат США. Директор Библиотеки Конгресса США Джеймс Биллингтон, ответственный за это назначение, отметил, что поэзию Симика «весьма трудно определить», но она в одно и то же время «и глубока, и доступна».
На русский язык стихи Симика переводили Анатолий Кудрявицкий, Изабелла Мизрахи, Дмитрий Кузьмин, Григорий Кружков, Дмитрий Веденяпин, эссеистику — Владимир Гандельсман и другие. В 2021 году издан сборник избранных стихотворений Симика на русском языке «Открыто допоздна», включающий более 250 стихотворений.

### Личная жизнь и смерть
Симик женился на модельере Хелен Дубин в 1964 году, и в их союзе родилось двое детей. В 1971 году он стал гражданином США. Умер от осложнений деменции 9 января 2023 года в возрасте 84 года.